# دونگی باربش
دونگی باربش (به صربی: Donji Barbeš) یک منطقهٔ مسکونی در صربستان است که در Gadžin Han واقع شده‌است.